# 31.ª Brigada Mixta (Ejército Popular de la República)
La 31.ª Brigada Mixta fue una unidad del Ejército Popular de la República creada durante la Guerra Civil Española. A lo largo de la contienda participó en algunas de las principales batallas, como La Granja, Aragón o el Ebro.

## Historial
La 31.ª BM fue creada el 2 de enero de 1937 a partir de distintas unidades del Quinto Regimiento. Su primer mando fue el comandante  de infantería Francisco Cacho Villarroig, que procedía de la Brigada «Líster» y en la cual había sido jefe de Estado Mayor. La unidad quedó adscrita a la 1.ª División del I Cuerpo de Ejército.

### Frente del Centro
El 5 de enero, mientras se encontraba en plena instrucción militar, la brigada tomó parte en la Tercera batalla de la carretera de La Coruña: recibió la orden de marchar hacia Las Rozas de Madrid, localidad que había sido recientemente ocupada por los sublevados y que debía recuperar. La 31.ª BM atacó las posiciones enemigas con el apoyo de los tanques soviéticos, pero el intento falló y no logró recuperar la localidad. Durante los siguientes meses la brigada permaneció en el sector de la Sierra de Guadarrama y por un breve período de tiempo estuvo adscrita a la 10.ª División, tras lo cual volvió a su unidad anterior.
A finales de mayo la unidad cambió de posiciones para intervenir en la Ofensiva de La Granja. El 30 de mayo la brigada atacó el frente enemigo con la misión de ocupar la posición de El Nevero y la localidad de la La Granja, contando con un fuerte apoyo de la aviación. Sin embargo, durante ese día la brigada fracasó completamente en sus objetivos y no logró avanzar durante los siguientes días. El 4 de junio la 31.ª BM se replegó a sus posiciones en el Guadarrama, situación en la que se mantuvo durante los siguientes meses. El fracaso de las operaciones supuso la destitución del comandante Cacho Villaroig y el nombramiento del mayor de milicias Germán Paredes García.

### Aragón y Cataluña
Cuando a comienzos de marzo de 1938 comenzó la ofensiva franquista en Aragón, desde el frente del Centro partió una reforzada 3.ª División al mando del mayor de milicias Manuel Tagüeña y en la que estaba incorporadas la 31.ª y 33.ª brigadas mixtas. El 18 de marzo la 31.ª BM llegó al frente de combate y, al día siguiente sus fuerzas relevaron a la desgastada 209.ª Brigada mixta en Torrevelilla. Iba a ser en esta localidad donde los hombres de Tagüeña, con el apoyo de la 11.ª División de Líster, lograron detener el avance del italiano Corpo Truppe Volontarie (CTV). Sin embargo, la ofensiva enemiga se renovó y el 31 de marzo la brigada se vio forzada a retirarse, aunque la unidad logró retardar considerablemente el avance enemigo. La unidad se retiró hacia la zona de Gandesa, estableciendo dos batallones en Pinell y otro que se situó junto al Ebro para defender el puente de Mora de Ebro. Tras verse obligada a cruzar el río, hacia el 13 de abril la brigada fue relevada por elementos de la 45.ª División Internacional.
Después de someterse a una profunda reestructuración, la brigada quedó adscrita al XV Cuerpo de Ejército, en preparación de la Ofensiva del Ebro. 
La madrugada del 25 de julio la 31.ª BM cruzó el río al sur de Ribarroja, continuando su avance hacia la Sierra de la Fatarellla. En los días siguientes intentó sin éxito ocupar La Pobla de Masaluca, donde quedó frenado su avance ante la fuerte resistencia de las fuerzas franquistas. Durante los siguientes días mantendrá numerosos enfrentamientos con el Tercio de Montserrat, recién llegado desde Extremadura. El 17 de agosto la 31.ª BM fue retirada de la primera línea de combate, pero dos días más tarde tuvo que volver para relevar a la 84.ª Brigada mixta en la llamada posición Targa, frente Villalba de los Arcos. Ese día hubo de hacer frente a los asaltos del Tercio de Montserrat, que no logró tomar la posición Targa y tras lo cual el Tercio quedó prácticamente aniquilado. Finalmente, al día siguiente la presión enemiga forzó a la brigada a retirarse al Vértice Gaeta. Ocho días después, con la unidad muy desgastada por la lucha constante, la brigada pasó a la reserva. En los últimos momentos de la batalla del Ebro, el 12 de noviembre la brigada abandonó sus posiciones defensivas y se retiró a Ascó. Dos días más tarde sufrió un fuerte ataque contra sus posiciones en la carretera que iba desde La Fatarella a Ascó, tras lo cual hubo de cruzar el Ebro por un paso situado al sur de Flix. Para entonces la brigada se encontraba muy quebrantada.
A finales de diciembre de 1938 los franquistas lanzaron su ofensiva sobre Cataluña. La brigada se retiró desde La Pobla de la Granadella hacia Montblanch y Tarragona, y para el 17 de enero de 1939 ya se encontraba en las inmediaciones de El Vendrell. Cinco días después defendía los accesos de Barcelona, pero no llegó a defender la ciudad condal y continuó su retirada hacia la frontera francesa. Una vez cruzó la frontera sus efectivos fueron desarmados por las autoridades galas.

## Mandos
Comandantes
- Comandante de infantería Francisco Cacho Villarroig;
- Mayor de milicias Germán Paredes García;
- Mayor de milicias Dositeo Sánchez Fernández;[12]

Comisarios
- Enrique Zafra;
- Carlos García Fermín, del PCE;[13]
- Mariano García Gala, del PSOE;